# Ormosbánya
Ormosbánya község Borsod-Abaúj-Zemplén vármegyében, a Kazincbarcikai járásban.

## Fekvése
A település Miskolctól 30 kilométerre északra fekszik, az Ormos-patak völgyében; főutcája a Felsőtelekes, Rudabánya és Múcsony között húzódó 2609-es út. Régebben megközelíthető volt a község vasúton is, a Kazincbarcika–Rudabánya-vasútvonalon, melynek itteni megállóhelye (Ormosbánya megállóhely) majdnem közvetlenül a 2609-es út mellett fekszik; közúton az abból, annak 10+100-as kilométerszelvényénél kiágazó, 40 méternél is rövidebb, 26 307-es mellékút szolgálta ki.

## Története

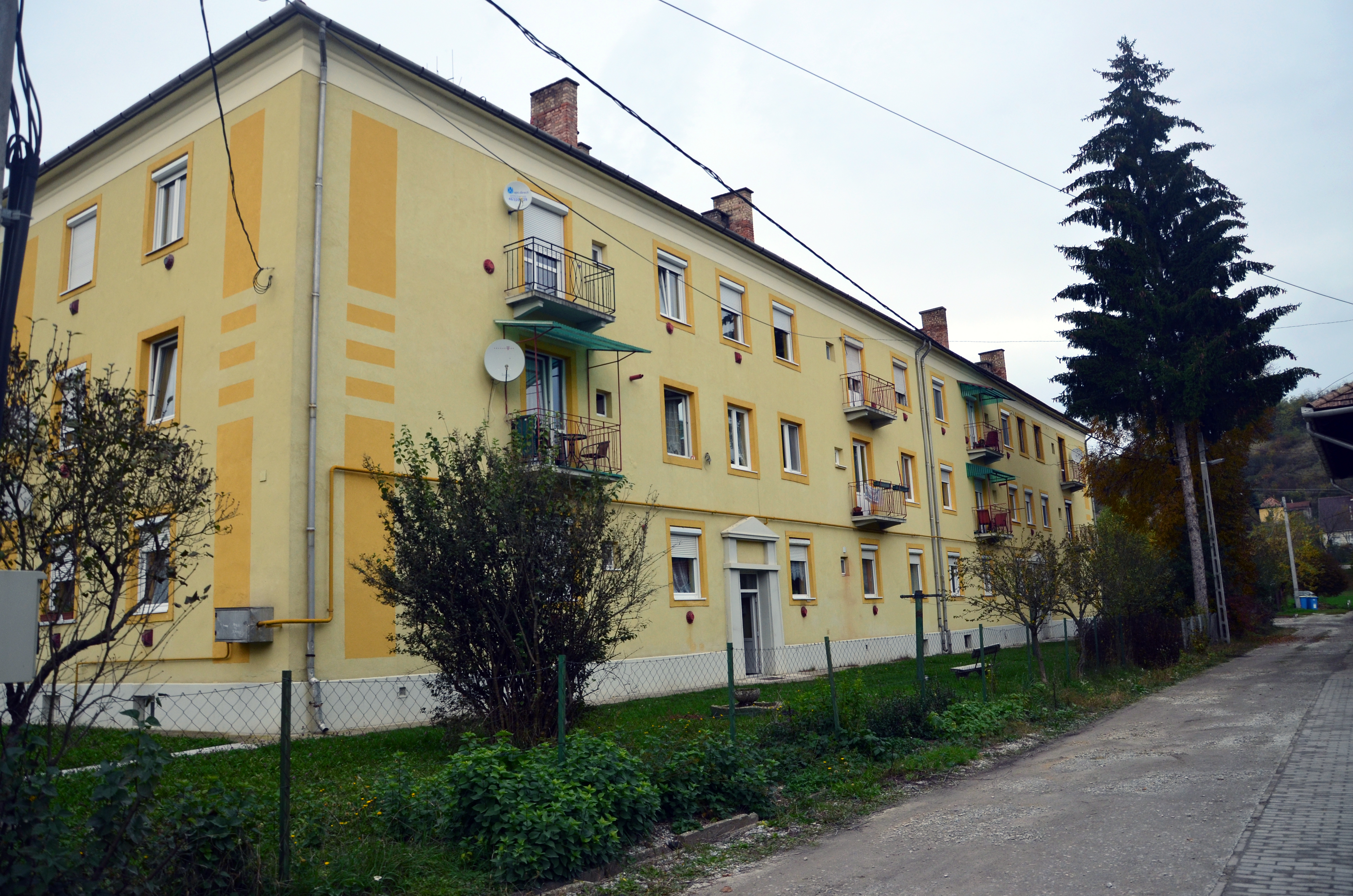
Munkás lakóház Ormosbányán

A környék az őskor óta lakott, a közelben találták a Rudapithecus hungaricus-leletet. A község területén is találtak ősembermaradványokat, valamint kelta kori leleteket. Ezek ma a Herman Ottó Múzeumban találhatóak. 
Az Ormos-patak völgyében bronzöntő műhely maradványait találták. Ebben a feltehetően rudabányai rezet ötvözték a messzebbről hozott ónnal és antimonnal.
Először 1275-ben említik a települést, Vrmus alakban írva, de jóval korábban keletkezett. 1408-ban birtokosa, Perényi Imre pálos kolostort alapított, romjai ma is láthatók. A törökök 1564-ben elfoglalták a települést, a lakosok a török uralom alatt többször is elmenekültek. 1612-ben pusztaság volt, de egy évvel később újra állt. 1864-ben a közeli Disznóshorváthoz csatolták (ma: Izsófalva). A kiegyezés után megindult a bányászat, 1887-ben nyílt meg az első szénbánya. 1897-ben a Magyar Állami Szénbányák megvásárolta a falu birtokosától a bányászati jogot a Diósgyőri Acélművek szénellátásának biztosítására. 1912-ben megépült a vasút, majd a bányászkolónia. 1913-ra az erőmű is felépült. Az első világháború során a szénbányászat még fontosabbá vált, a település nőtt, iskolája is épült. A bányában már 250-en dolgoztak. 1917-ben sztrájk tört ki az alacsony bérek miatt, a katonaság verte le, majd több bányászt Kassára hurcolt.
A nagy gazdasági világválság komoly gondokat okozott, és a szénosztályozó is ebben az időben égett le, csak két évvel később épült újra fel. Ekkorra épült fel a katolikus templom is. A második világháború alatt az üzem katonai irányítás alatt állt. A szovjetek 1944. december 14-én foglalták el. A háború után a község gyorsan fejlődött. 1946 októberében az üzem két aknája különvált a Diósgyőri Vas- és Acélgyártól, és felvette az Ormospusztai Bányaüzem nevet. 1953-tól a település neve Ormospuszta helyett Ormosbánya. Az 1956-os forradalom idején munkások tömege indult vonattal Miskolcra részt venni a forradalomban. Ezt követték a megtorlások. A település azonban tovább fejlődött, vízmű, csatornarendszer, művelődési ház épült. A bányákban már 3900-nál is többen dolgoztak. 1963 és 1973 között gimnáziuma is volt a településnek. 1984-ben a bánya fokozatos leépítés után bezárt, a lakosság száma csökkenni kezdett. 1993-ban Ormosbánya levált Izsófalváról.

## Közélete

### Polgármesterei
- 1993–1994: …
- 1994–1998: Nagy Tibor (független)[3]
- 1998–2002: Nagy Tibor (független)[4]
- 2002–2006: Nagy Tibor (független)[5]
- 2006–2010: Sike Ferencné (független)[6]
- 2010–2014: Sike Ferencné (független)[7]
- 2014–2019: Sike Ferencné (független)[8]
- 2019–2024: Sike Ferencné (független)[9]
- 2024–2025: Diószeghy István Zoltán (független)[10]

A településen 2025. október 5-én időközi polgármester-választást kell tartani, mert az előző polgármester néhány hónappal korábban elhunyt.

## Népessége
A település népességének változása:
| Lakosok száma | 1680 | 1660 | 1630 | 1484 | 1463 | 1459 | 1483 |
|               | 2013 | 2014 | 2015 | 2021 | 2022 | 2023 | 2024 |

2001-ben a település lakosságának 98%-a magyar, 2%-a cigány nemzetiségűnek vallotta magát.
A 2011-es népszámlálás során a lakosok 83,9%-a magyarnak, 8,4% cigánynak, 0,3% németnek mondta magát (16,1% nem nyilatkozott; a kettős identitások miatt a végösszeg nagyobb lehet 100%-nál). A vallási megoszlás a következő volt: római katolikus 28,5%, református 11,2%, görögkatolikus 2,3%, evangélikus 0,5%, felekezeten kívüli 22,7% (33,4% nem válaszolt).
2022-ben a lakosság 88,1%-a vallotta magát magyarnak, 5,5% cigánynak, 0,2% németnek, 0,1-0,1% szlováknak, ruszinnak, szerbnek és örménynek, 0,8% egyéb, nem hazai nemzetiségűnek (11,8% nem nyilatkozott; a kettős identitások miatt a végösszeg nagyobb lehet 100%-nál). Vallásuk szerint 19,1% volt római katolikus, 9% református, 4,3% görög katolikus, 0,8% egyéb keresztény, 0,3% evangélikus, 23% felekezeten kívüli (42% nem válaszolt).

## Környező települések
Izsófalva (2 km); a legközelebbi városok: Rudabánya (4 km) és Kazincbarcika (12 km).

## Híres emberek
- Itt született és 1969–1974 között a helyi csapatban játszott Grolmusz Gyula (Ormosbánya, 1952. július 29. – 2001) magyar kupagyőztes, magyar bajnoki bronzérmes labdarúgó, csatár.
- Faigel Gyula (Ormosbánya, 1954. szeptember 17. –) Széchenyi-díjas magyar fizikus, a Magyar Tudományos Akadémia rendes tagja.
- Pásztor Albert (Ormosbánya, 1955. január 23. – ?, 2017. május 13.) magyar rendőr ezredes, jogász, 2000 és 2010 között miskolci rendőrfőkapitány.
- Itt dolgozott és hunyt el Almási István (Felsőtelekes, 1922. november 24. – Ormosbánya, 1977. március 29.) Kossuth-díjas vájár.